# Celtillo
Celtillo (fl. I secolo a.C.) è stato un nobile gallico, nominato, nell'80 a.C. quale vergobret (capo militare) del popolo celtico degli Arverni.

## Biografia
Quando gli Arverni, come la maggior parte dei popoli gallici, avevano optato nel I secolo a.C. per un governo aristocratico simile alle magistrature elettive romane, Celtillo fu accusato di voler restaurare a proprio vantaggio il regime monarchico presso gli Arverni. Per questa accusa fu condannato a morte dai capi della sua città. È possibile che suo fratello, Gobannitio, abbia avuto un ruolo attivo nella comminazione della sentenza di morte. Fu suppliziato (forse anche per istigazione di Giulio Cesare, ma la data resta incerta), ma lasciò un figlio in tenera età, il cui nome sarebbe diventato famoso, Vercingetorige.